# Rhinolophus francisi
Rhinolophus francisi är en fladdermus i släktet hästskonäsor som förekommer i Sydostasien. Artens vetenskapliga beskrivning skedde 2015 med hjälp av en individ som den franska zoologen Charles Francis hitta 1983 i Malaysia. Exemplaret förvarades sedan i ett museum i London.
Efter beskrivningen upptäcktes levande exemplar i städsegröna skogar i Indonesien och Thailand. Populationen från Thailand klassificerades som en underart på grund av genetiska avvikelser. Den kan i framtiden godkännas som art.
Rhinolophus francisi har liksom andra släktmedlemmar hudflikar på näsan med en grundform som liknar en hästsko. Hudflikarna används troligtvis för att fånga upp ljudvågor från ekolokaliseringen. Arten paminner om Rhinolophus trifoliatus men den har mörka hudflikar på näsan och en mörkbrun pälsfärg. Denna fladdermus har 52,9 till 54,2 mm långa underarmar och ett 24,3 till 26,6 mm långt kranium. Frekvensen för ekolokaliseringen ligger mellan 49 och 50 kHz.